# サンジャーノ
サンジャーノ（伊: Sangiano）は、イタリア共和国ロンバルディア州ヴァレーゼ県にある、人口約1,500人の基礎自治体（コムーネ）。

## 地理

### 位置・広がり

#### 隣接コムーネ
隣接するコムーネは以下の通り。
- ベゾッツォ
- カラヴァーテ
- ラヴェーノ＝モンベッロ
- レッジューノ

### 地震分類
イタリアの地震リスク階級 (it) では、4 に分類される
。

## 人物

### 著名な出身者
- ダリオ・フォ - 劇作家・演出家・俳優。ノーベル文学賞受賞者。